# John Stafford, I conte di Wiltshire
John Stafford (24 novembre 1427 – 8 maggio 1473) è stato un nobile inglese ed ebbe il titolo di conte di Wiltshire.

## Biografia
Era figlio di Humphrey Stafford, I duca di Buckingham e della consorte Anne Neville, figlia di Ralph Neville, I conte di Westmorland.
Nel 1461 venne creato cavaliere dell'ordine del bagno.
Combatté come Yorkista nella battaglia di Hexham nel 1464.
Nel 1469 venne fatto Steward del ducato di Cornovaglia a vita. Divenne conte di Wiltshire il 5 gennaio 1470 da Edoardo IV d'Inghilterra.
Venne brevemente posto agli arresti sotto il governo di Richard Neville, XVI conte di Warwick e privato dei titoli nel 1471, finendo così tra quei sei nobili Yorkisti che non sedettero in parlamento.
Col ritorno di Edoardo IV venne fatto Chief Butler of England e cavaliere dell'ordine della giarrettiera nel 1472.
Ricoprì anche il ruolo di ambasciatore assieme al [conte di Northumberland] per trattare con Giacomo III di Scozia.
Sposò Constance Green, figlia di Sir Henry Green di Drayton House nel Northamptonshire. dal matrimonio nacque un solo figlio:
- Edward  (7 aprile 1470 – 24 marzo 1499).

Alla sua morte l'unico figlio ereditò il suo titolo ma essendo minore venne mantenuto sotto la tutela del re.